# Lynda Thomas
Lynda Aguirre Thomas (Tijuana, 21 de dezembro de 1981) é uma cantora mexicana-americana
Foi descoberta pelos produtores Carlos Lara e Geizer Tino durante um concurso de canto, Fantasia Musical, em 1989. Em 1996 ela gravou seu primeiro álbum, Lynda, que continha três singles, "Gira Que Gira", "Blue Jeans" e "El amor não edad tiene". Seu segundo álbum foi lançado em 1997, "Grito en el corazón Un".
Durante sua ausência, Lynda Thomas decidiu se mudar para Los Angeles, Califórnia. Lá ela teve aulas de inglês e música. "Mi Día de la Independencia" foi o título de seu terceiro álbum. Lançado em meados de 1999, esta nova produção musical Lynda Thomas ofereceu a oportunidade de diversificar e experimentar com diferentes gêneros e estilos musicais. Pelo menos quatro singles de "Mi Día de la Independencia" se tornaram sucessos. "Maldita Timidez", "No Quiero Verte", "Perdido Corazón" e "Mi Día de la Independencia" são os nomes das canções que ajudaram a Lynda Thomas alcançar novos níveis de sucesso em sua jovem carreira.
No ano de 2000 Lynda Thomas estava envolvido na produção de uma telenovela com o título Primer Amor: A Hora POR MIL. Ela foi contratada para executar duas canções tema musical para o melodrama adolescente, "A Mil Por Hora" e "Laberinto".
No final de 2001 o mundo viu um novo álbum intitulado "Polen". Continha 11 canções, a maioria delas escritas por Lynda Thomas si mesma. Este álbum inclui as canções "Lo Mejor de Mí", "Mala Leche", e "Para Ti". Após o lançamento e promoção de seu quarto álbum, Lynda Thomas resolveu dar uma pausa a partir da arena da música, embora ela estava escrevendo e produzindo músicas para a banda pop teen RBD [2].
Lynda escreveu a canção "No Pares" e dirigiu o coro gospel que fazia parte de quatro músicas que foram incluídas no álbum de 2006 Live in Hollywood. Desde 2002 após o abandono da carreira não houve noticias sobre sua residência ou vida pessoal. Em abril de 2018 a cantora reapareceu na turnê intitulada "90's Pop Tour" organizada por Ary Borovoy produções e BoBo na Arena Cidade do México como convidada especial,onde cantou seus sucessos agradecendo a expectativa e lealdade de seu público durante seus 16 anos de ausência, apresentando-se na turnê "90's Pop Tour", passando por Guadalajara, Jalisco e Monterrey.  Ela também criou uma conta no Instagram, onde postou uma imagem, com uma legenda dizendo:" 16 anos e tantas coisas para dizer, por enquanto, vamos dizer que eu venho de longe e de outra parte de suas vidas para abraçar. tem sido uma longa jornada ainda não acabou, mas esta pausa, nada vai me fazer mais feliz do que vê-los nos olhos e encontrar o mesmo amor e esperança continua a iluminar o caminho. " Através de suas redes sociais, em 28 de maio anunciou que está trabalhando em novos projetos, entre eles um novo álbum acompanhados de uma turnê intitulado "Hola Y Adiós", sem revelar muitos detalhes, comentou que seus projetos serão anunciados de uma forma única que um artista "mainstream" nunca fez antes. Em outubro lançou seu single "Lo Mío" .

## Discografia
- Lynda (1996)
- Un grito en el corazón (1997)
- Mi dia de la independencia (1999)
- Polen (2001)
- Live in Hollywood (com RBD: escreveu a canção "No Pares") (2006)
- Celestial (com RBD: coro, backing vocal) (2006)
- Rebels (com RBD) (2007)
- Hola Y Adiós (2018)

## Videografia
| Ano  | Titulo                  | Diretor          |
| ---- | ----------------------- | ---------------- |
| 1996 | "Gira Que Gira"         | Benny Corral     |
| 1996 | "Blue Jeans"            | Edmon Williams   |
| 1996 | "El Amor No Tiene Edad" | Patty Juárez     |
| 1997 | "Dile"                  | —                |
| 1997 | "Corazón"               | —                |
| 1999 | "No Quiero Verte"       | Pitipol Ybarra   |
| 1999 | "Maldita Timidez "      | Felipe Gómez     |
| 1999 | "Corazón Perdido"       | Nunca Pepe       |
| 2000 | "A Mil Por Hora"        | Pedro Damián     |
| 2001 | "Lo Mejor De Mi"        | Pedro Damián     |
| 2002 | "Mala Leche"            | Scegami Brothers |

Outros Videos Musicais:
| Ano  | Titulo               | Notas                                                    |
| ---- | -------------------- | -------------------------------------------------------- |
| 1997 | "Por Un Mundo Feliz" | Dia das crianças, tema oficial junto com outros artistas |
| 1997 | "Estas Navidades"    | Canção de natal junto com outros artistas                |
| 1998 | "El Pescador"        | Canção para Papa João Paulo II junto com outros artistas |

## Discografia como Compositora, produtora, assistente de trabalho e backing vocals
- - Alissa - Alissa Rosángel (1993)
  - Teletón (Mexico) (Primeiro Album) (1997)
  - Estrellas de Navidad (1997)
  - Juan Pablo II Homenaje (1998)
  - Primeiro amor... a mil por hora (2000) (Compositora, Produtora)
  - Clase 406 (2002) (Compositora, Produtora
  - Clase 406 - El Siguiente Paso...! (2003)
  - Eme 15 (2012)
  - Wonderland-Zona Preferente (2013)

## Filmografia
| Ano       | Titulo                                    | Papel     | Notas                                                                   |
| --------- | ----------------------------------------- | --------- | ----------------------------------------------------------------------- |
| 1989-1990 | Fantasía Musical (Série de TV)            | Ela mesma | atriz                                                                   |
| 1997-1999 | Ringling Bros. and Barnum & Bailey Circus | Ela mesma | Convidada; Atriz                                                        |
| 2000      | Carinha de Anjo                           | Ela Mesma | 2 capitulos                                                             |
| 2000      | Primeiro Amor... A Mil Por Hora           | Ela mesma | Aparição, Cantando "A Mil Por Hora" (a Capella)                         |
| 2001      | Viña del Mar International Song Festival  | Ela mesma | Membro do júri internacional, atriz                                     |
| 2001      | Nickelodeon Kids' Choice Awards           | Ela mesma | Apresentadora junto com Juanes (transmissão ao vivo para Ibero América) |
| 2002      | Nickelodeon Kids' Choice Awards           | Ela mesma | Apresentadora(transmissão ao vivo para Ibero América)                   |